# Rogicka scopae
Rogicka scopae is een mosdiertjessoort uit de familie van de Lacernidae. De wetenschappelijke naam van de soort is, als Herentia scopae, voor het eerst geldig gepubliceerd in 1928 door Canu & Bassler.